# Coupe d'Arménie de football 2012-2013
Navigation
Coupe d'Arménie 2011-2012 Coupe d'Arménie 2013-2014
La Coupe d'Arménie 2012-2013 est la 22e édition de la Coupe d'Arménie depuis l'indépendance du pays. Elle prend place entre le 14 novembre 2012 et le 7 mai 2013.
Un total de neuf équipes participe à la compétition, correspondant à l'ensemble des huit clubs de la première division 2012-2013 auquel s'ajoute l'Alashkert FC, équipe du deuxième échelon.
La compétition est remportée par le Pyunik Erevan qui s'impose à l'issue de la finale contre le Shirak FC, tenant du titre, pour gagner sa sixième coupe nationale. Cette victoire permet au Pyunik de se qualifier pour la Ligue Europa 2013-2014 ainsi que pour l'édition 2013 de la Supercoupe d'Arménie.

## Tour préliminaire
Le tour préliminaire voit s'opposer l'Alashkert FC, unique participant issu de la deuxième division, au Banants Erevan. Le match aller est disputé le 14 novembre 2012, et le match retour deux semaines plus tard le 28 novembre suivant.
| Équipe 1          | Score             | Équipe 2            | Aller | Retour   |
| ----------------- | ----------------- | ------------------- | ----- | -------- |
| Alashkert FC (D2) | 0 - 0 (5 - 4 tab) | (D1) Banants Erevan | 0 - 0 | 0 - 0 ap |

## Quarts de finale
Les matchs aller sont disputés les 2 et 3 mars 2013, et les matchs retour une dizaine de jours plus tard les 12 et 13 mars suivants.
| Équipe 1           | Score | Équipe 2             | Aller | Retour |
| ------------------ | ----- | -------------------- | ----- | ------ |
| Ulisses FC (D1)    | 0 - 2 | (D1) Mika Erevan     | 0 - 0 | 0 - 2  |
| Shirak FC (D1)     | 1 - 0 | (D1) Ararat Erevan   | 1 - 0 | 0 - 0  |
| Alashkert FC (D2)  | 0 - 1 | (D1) Gandzasar Kapan | 0 - 0 | 0 - 1  |
| Pyunik Erevan (D1) | 5 - 2 | (D1) Impuls Dilidjan | 2 - 2 | 3 - 0  |

## Demi-finales
Les matchs aller sont disputés les 2 et 3 avril 2013, et les matchs retour deux semaines plus tard les 16 et 17 avril suivants.
| Équipe 1             | Score | Équipe 2           | Aller | Retour |
| -------------------- | ----- | ------------------ | ----- | ------ |
| Gandzasar Kapan (D1) | 1 - 2 | (D1) Pyunik Erevan | 0 - 1 | 1 - 1  |
| Mika Erevan (D1)     | 0 - 1 | (D1) Shirak FC     | 0 - 1 | 0 - 0  |

## Finale
La finale de cette édition oppose le Pyunik Erevan au Shirak FC. Le Pyunik dispute à cette occasion sa neuvième finale depuis 1992, totalisant cinq succès en tout dont le plus récent date de 2010. Le Shirak joue quant à lui sa sixième finale de coupe depuis 1993, ayant remporté son unique titre la saison précédente et venant ainsi défendre son titre.
La rencontre est disputée le 7 mai 2013 au stade Hrazdan d'Erevan. Le défenseur du Pyunik Taron Voskanyan (en) est le seul buteur du match, trouvant le chemin des filets à la 38e minute et permettant aux siens de remporter la compétition pour la sixième fois.
| Entraîneur :    |
| Rafael Nazaryan |

| Entraîneur :        |
| Vardan Bichakhchyan |

| Entraîneur :    |
| Rafael Nazaryan |

| Entraîneur :        |
| Vardan Bichakhchyan |